# Thyrsacanthus secundus
Thyrsacanthus secundus är en akantusväxtart som först beskrevs av Emery Clarence Leonard, och fick sitt nu gällande namn av A.L.A.Côrtes och Rapini. Thyrsacanthus secundus ingår i släktet Thyrsacanthus och familjen akantusväxter. Inga underarter finns listade i Catalogue of Life.